# پیه‌تراملارا
پیه‌تراملارا (به ایتالیایی: Pietramelara) یک کومونه در ایتالیا است که در استان کسرتا واقع شده‌است.

## خصوصیات
پیه‌تراملارا ۲۳٫۹ کیلومترمربع مساحت و ۴٬۵۹۴ نفر جمعیت دارد.